# Bakcell Arena
De Bakcell Arena is een voetbalstadion in de Azerbeidzjaanse stad Bakoe. In het stadion speelt Neftçi Bakoe haar thuiswedstrijden. Het Azerbeidzjaans voetbalelftal speelt daarnaast geregeld interlands in de Bakcell Arena.

## Interlands
| Voetbalinterlands             | Voetbalinterlands | Voetbalinterlands            | Voetbalinterlands | Voetbalinterlands    | Voetbalinterlands |
| №                             | Datum             | Wedstrijd                    | Uitslag           | Competitie           | Toeschouwers      |
| ----------------------------- | ----------------- | ---------------------------- | ----------------- | -------------------- | ----------------- |
| 1                             | 7 juni 2013       | Azerbeidzjan – Luxemburg     | 0 – 0             | Kwalificatie WK 2014 | 9.258             |
| 2                             | 14 augustus 2013  | Azerbeidzjan – Malta         | 3 – 0             | Vriendschappelijk    |                   |
| 3                             | 11 oktober 2013   | Azerbeidzjan – Noord-Ierland | 2 – 0             | Kwalificatie WK 2014 | 10.100            |
| 4                             | 15 oktober 2013   | Azerbeidzjan – Rusland       | 1 – 1             | Kwalificatie WK 2014 | 11.000            |
| 5                             | 20 augustus 2014  | Azerbeidzjan – Oezbekistan   | 0 – 0             | Vriendschappelijk    | 4.500             |
| 6                             | 9 september 2014  | Azerbeidzjan – Bulgarije     | 1 – 2             | Kwalificatie EK 2016 | 10.000            |
| 7                             | 16 november 2014  | Azerbeidzjan – Noorwegen     | 0 – 1             | Kwalificatie EK 2016 | 8.000             |
| 8                             | 3 september 2015  | Azerbeidzjan – Kroatië       | 0 – 0             | Kwalificatie EK 2016 | 9.500             |
| 9                             | 4 september 2017  | Azerbeidzjan – San Marino    | 5 – 1             | Kwalificatie WK 2018 | 6.500             |
| 10                            | 25 maart 2019     | Azerbeidzjan – Litouwen      | 0 – 0             | Vriendschappelijk    | 3.122             |
| 11                            | 8 juni 2019       | Azerbeidzjan – Hongarije     | 1 – 3             | Kwalificatie EK 2020 | 10.450            |
| 12                            | 11 juni 2019      | Azerbeidzjan – Slowakije     | 1 – 5             | Kwalificatie EK 2020 | 8.200             |
| 13                            | 9 september 2019  | Azerbeidzjan – Kroatië       | 1 – 1             | Kwalificatie EK 2020 | 9.150             |
| 14                            | 16 november 2019  | Azerbeidzjan – Wales         | 0 – 2             | Kwalificatie EK 2020 | 8.622             |
| Bijgewerkt op 22 januari 2021 |                   |                              |                   |                      |                   |